# NGC 1132
NGC 1132 је елиптична галаксија у сазвежђу Еридан која се налази на NGC листи објеката дубоког неба.
Деклинација објекта је - 1° 16' 28" а ректасцензија 2h 52m 51,8s. Привидна величина (магнитуда) објекта NGC 1132 износи 12,3 а фотографска магнитуда 13,3. NGC 1132 је још познат и под ознакама UGC 2359, MCG 0-8-40, CGCG 389-40, PGC 10891.